# 2071
Rok 2071 (MMLXXI) gregoriánského kalendáře začne ve čtvrtek 1. ledna a skončí ve čtvrtek 31. prosince.

## Předpokládané a naplánované události
- 1. října – 100. výročí otevření resortu Walt Disney World Resort